# Livré-la-Touche
Livré-la-Touche település Franciaországban, Mayenne megyében. Lakosainak száma 728 fő (2022. január 1.). Livré-la-Touche Méral, Athée, Ballots, Cossé-le-Vivien, Craon, Niafles és La Selle-Craonnaise községekkel határos.

## Népesség
A település népességének változása:
| Lakosok száma | 789  | 768  | 840  | 790  | 750  | 756  | 745  | 736  | 731  | 728  |
|               | 1968 | 1982 | 1990 | 2006 | 2013 | 2015 | 2017 | 2019 | 2020 | 2022 |